# Maastricht
Maastricht (holland, kiejtéseⓘ, limburgi és városi tájszólásban Mestreech) város és alapvető közigazgatási egység, azaz község Hollandiában, Limburg tartomány fővárosa. Ma leginkább az Európai Uniót létrehozó, itt aláírt szerződésről ismert.

## Neve
Elnevezése a római korból, a latin Trajectum Ad Mosam vagy Mosae Trajectum (Mosa-átkelő) névből származik utalva a rómaiak által Augustus császár idején épített hídjára.

## Földrajz

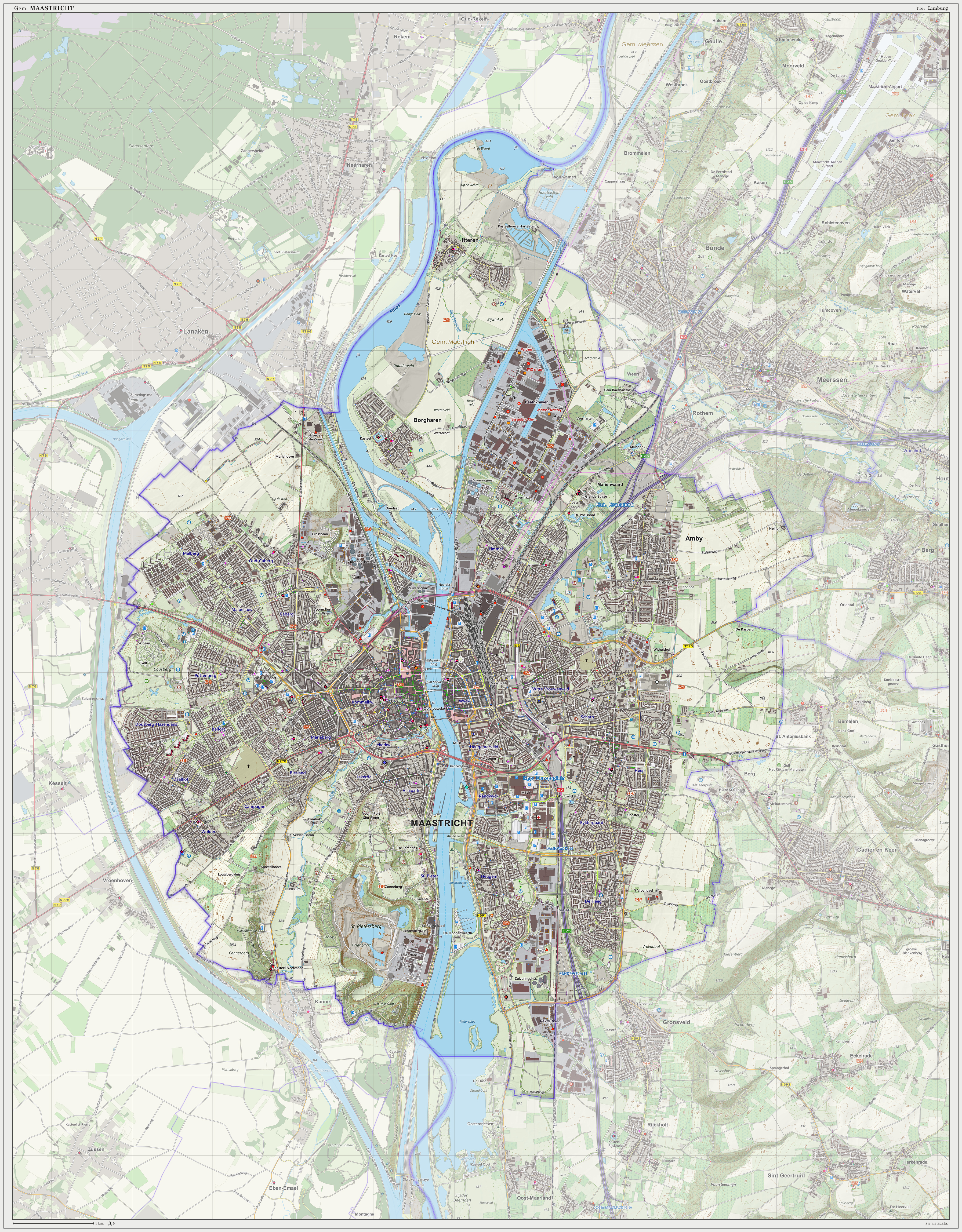
Maastricht térképe

Hollandia déli csücskében, a Maas folyó két partján, az Ardennek lábánál, közvetlenül a belga határ mellett terül el.

## Történelme
A város és környéke már a rómaiak előtt is lakott volt, ezt a kelta településmaradványok igazolják. A római korban a Kölnt Tungrival (Tongeren, Belgium összekötő út fontos állomásaként kapott szerepet. Szent Szerváciusz itt alapította a mai Hollandia első püspökségét 344, vagy 345-ben. A középkorban a Karoling Birodalom része, majd egy időre a Liège-i Hercegpüspökség és a Brabanti Hercegség közös felügyelete alá tartozott, azaz kondomíniuma volt. 1204-ben, a hollandiai városok közül elsőként szerzett városi jogokat (hasonlóan a szabad királyi városokéihoz). 1559-től a roermondi katolikus egyházmegye püspösége.
Stratégiai szerepe miatt többször gazdát cserélt. 1632-ben Frederik Hendrik orániai herceg az Egyesült Tartományokhoz csatolta, majd Maastrichtban hatalmas erődrendszert építettek ki (l. fenti kép). Ezt az erődöt ostromolta sikeresen Vauban hadmérnök segítségével 1673-ban XIV. Lajos francia király; e harcokban hunyt el a Dumas hősét ihlető d’Artagnan gróf, akinek szobra ma is látható a várfal maradványainál. A város elesett, de a nijmegeni béke (1678) után visszakerült Hollandiához. 1748-ban rövid időre ismét franciák szállták meg az Osztrák örökösödési háború során. 1794 és 1815 között a Francia Birodalom része volt, majd a frissen alakult Limburg tartomány székhelye lett. 1830-ban, Belgium különválásakor is megőrizte hűségét a Holland Királysághoz, annak ellenére, hogy Limburg nagy része belga befolyás alá került. Nagyhatalmi döntések eredményeképpen Limburg kettészakadt, keleti része holland maradt, bár Maastricht Belgium földrajzi és kulturális közelsége miatt azóta is megőrizte egyedi arculatát.
A második világháború Maastrichtot sem hagyta érintetlenül. 1940. május 10-én foglalták el a német csapatok, de 1944 szeptember 14-én ez volt az első holland város, amit a szövetségesek felszabadítottak. A 20. század második felében a környék bányászata, nehézipara összeomlott, Limburg Hollandia legszegényebb tartománya lett. Mára, az oktatás fejlesztésének köszönhetően, fellendült a gazdaság, elsősorban a szolgáltatások területén. Maastricht évek óta Hollandia „legjobb városa”. Európai hírét azonban annak köszönheti, hogy itt írták alá a köznyelven róla elnevezett, az Európai Uniót létrehozó szerződést.

## Nevezetességek
- Miasszonyunk „A Tenger Csillaga” bazilika (Basiliek van Onze Lieve Vrouw „Sterre der Zee”) román kori erődtemplom, búcsújáróhely, 1933 óta bazilika.
- Szent Szerváciusz bazilika (Sint-Servaasbasiliek) román kori bazilika
- Pokol kapu (Helpoort) és a városfal maradványai
- Hoge Fronten - kiterjedt 18-19. századi erődrendszer
- Bonnefanten Múzeum
- D’Artagnan szobra az Aldenhofparkban

A maastrichtiak híresek burgundi életvitelükről, a francia és belga kulinária hagyományait ötvöző konyhaművészetükről. A város népszerű a bevásárlóturisták körében.

## Események
- Karnevál
- TEFAF - The European Fine Art Fair. Európa legnagyobb műtárgy-vására. (március)

## Háztartások száma
Maastricht háztartásainak száma az elmúlt években az alábbi módon változott:
| Háztartások száma | 62 236 | 63 510 | 65 522 | 66 804 | 67 281 | 67 775 |
|                   | 2010   | 2011   | 2012   | 2013   | 2014   | 2015   |

## Hírességek
- Gerard Bergholtz (1939); válogatott labdarúgó.
- Peter Debye (1884-1966) Nobel-díjas vegyész.
- Tom Dumoulin (1990), országútikerékpár-versenyzője.
- Robin Frijns autóversenyző.
- Szent Lambert (kb. 636-kb. 705[2]) vértanú, Maastricht püspöke.
- André Rieu (1949), hegedűművész.
- Fred Rompelberg (1945) kerékpár-versenyző, az abszolút gyorsasági világrekord tartója (268.831 km/h).
- Maxime Verhagen (1956), politikus.
- Ad Wijnands (1959); kerékpár-versenyző; kétszeres Tour de France szakasz-győztes.
- Boudewijn Zenden (1976), labdarúgó.

## Testvérvárosok
- Liège, Belgium
- Koblenz, Németország
- El Rama, Nicaragua

## Képek

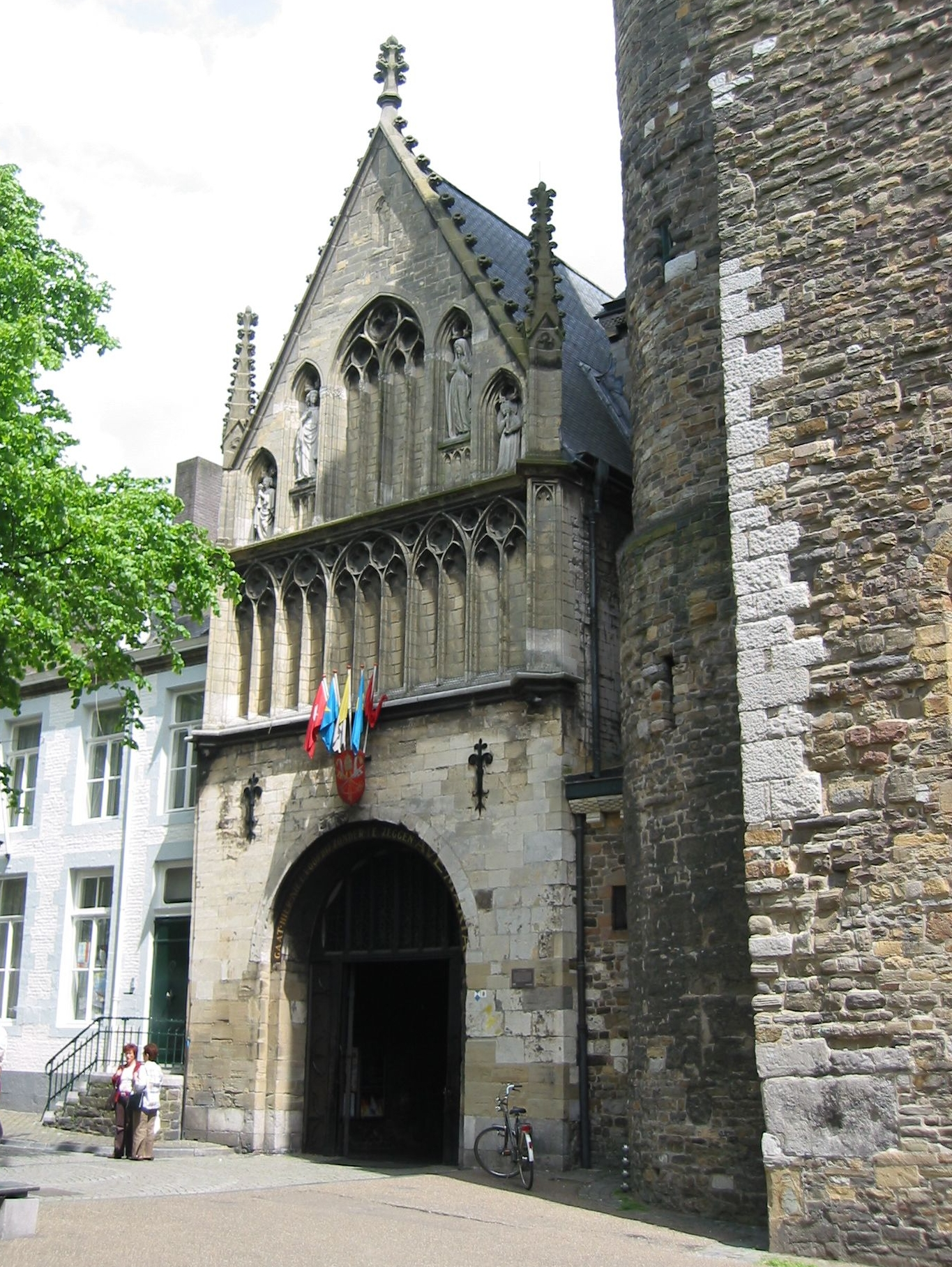
A Miasszonyunk bazilika kapuja
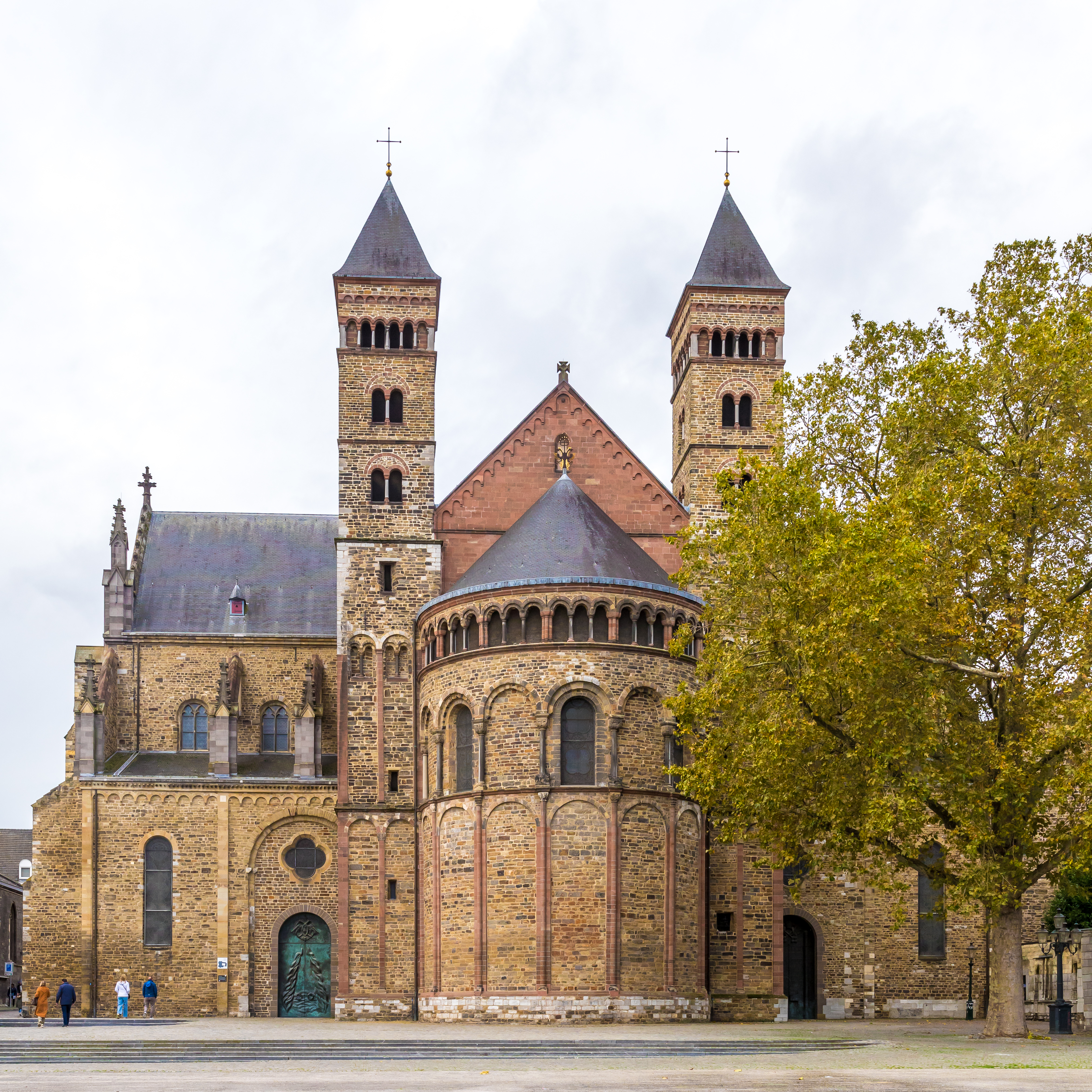
Szent Szerváciusz bazilika
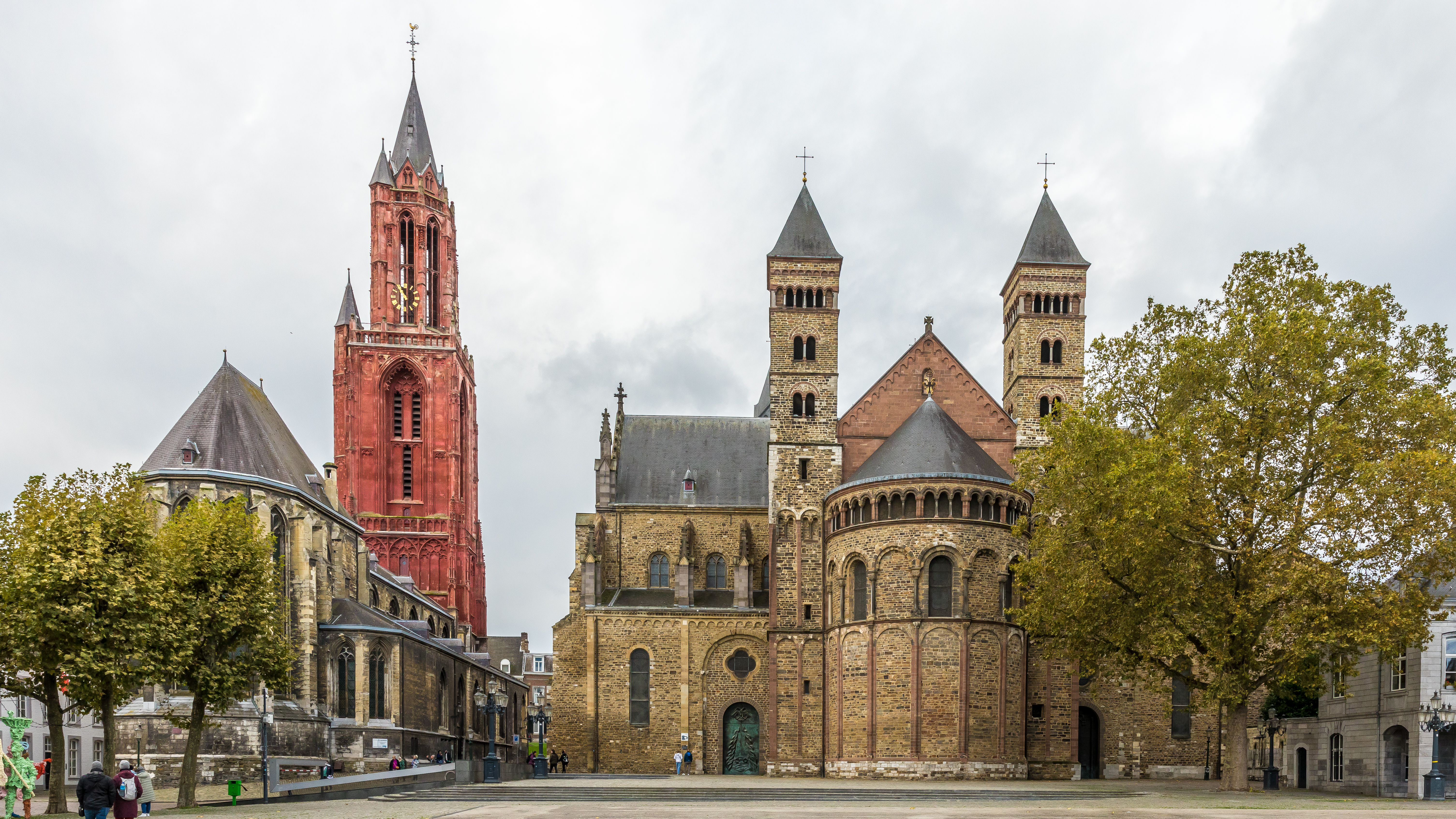
A Szent Szerváciusz bazilika a Vrijthof téren
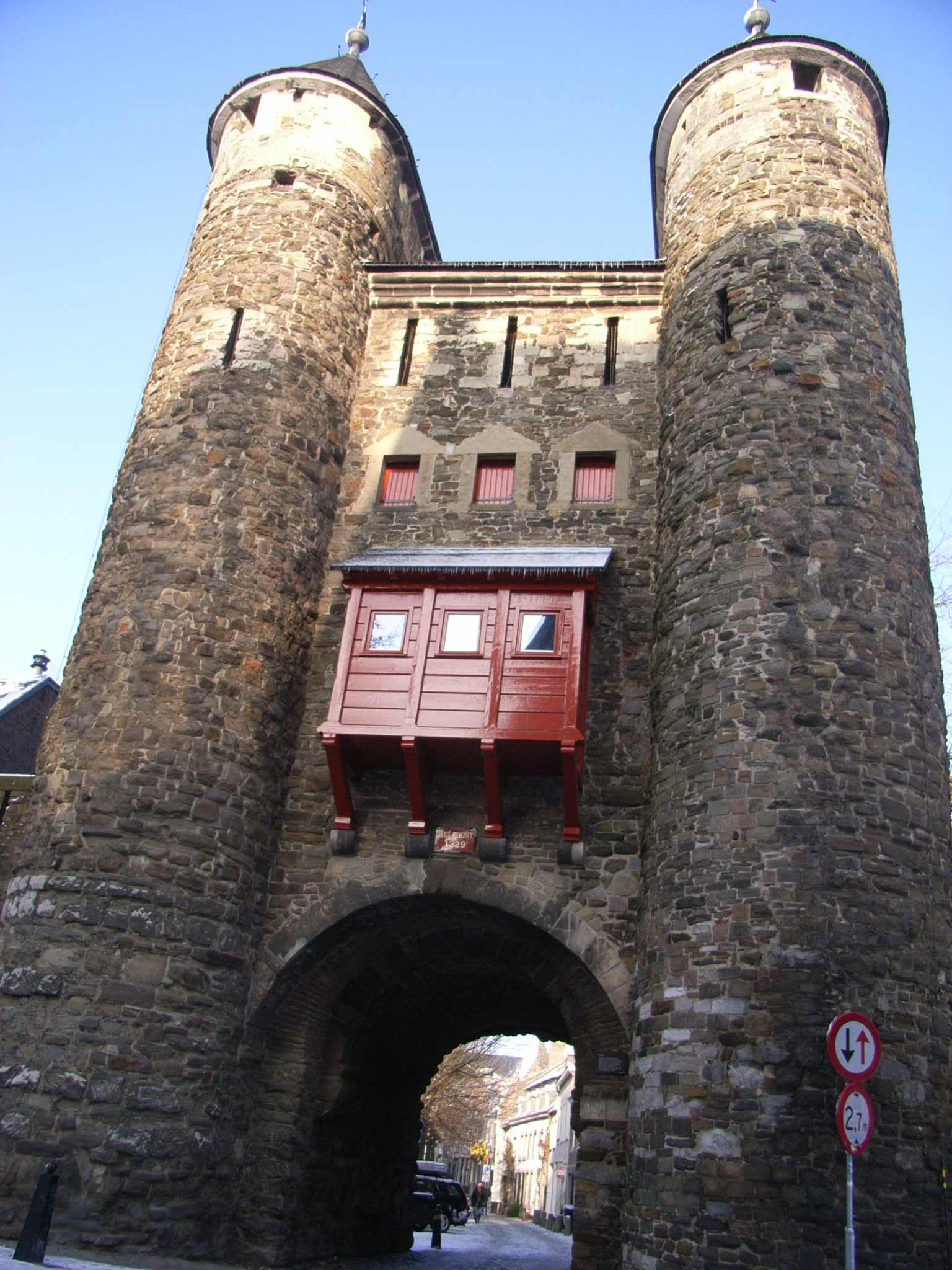
Pokol kapu (Helpoort)
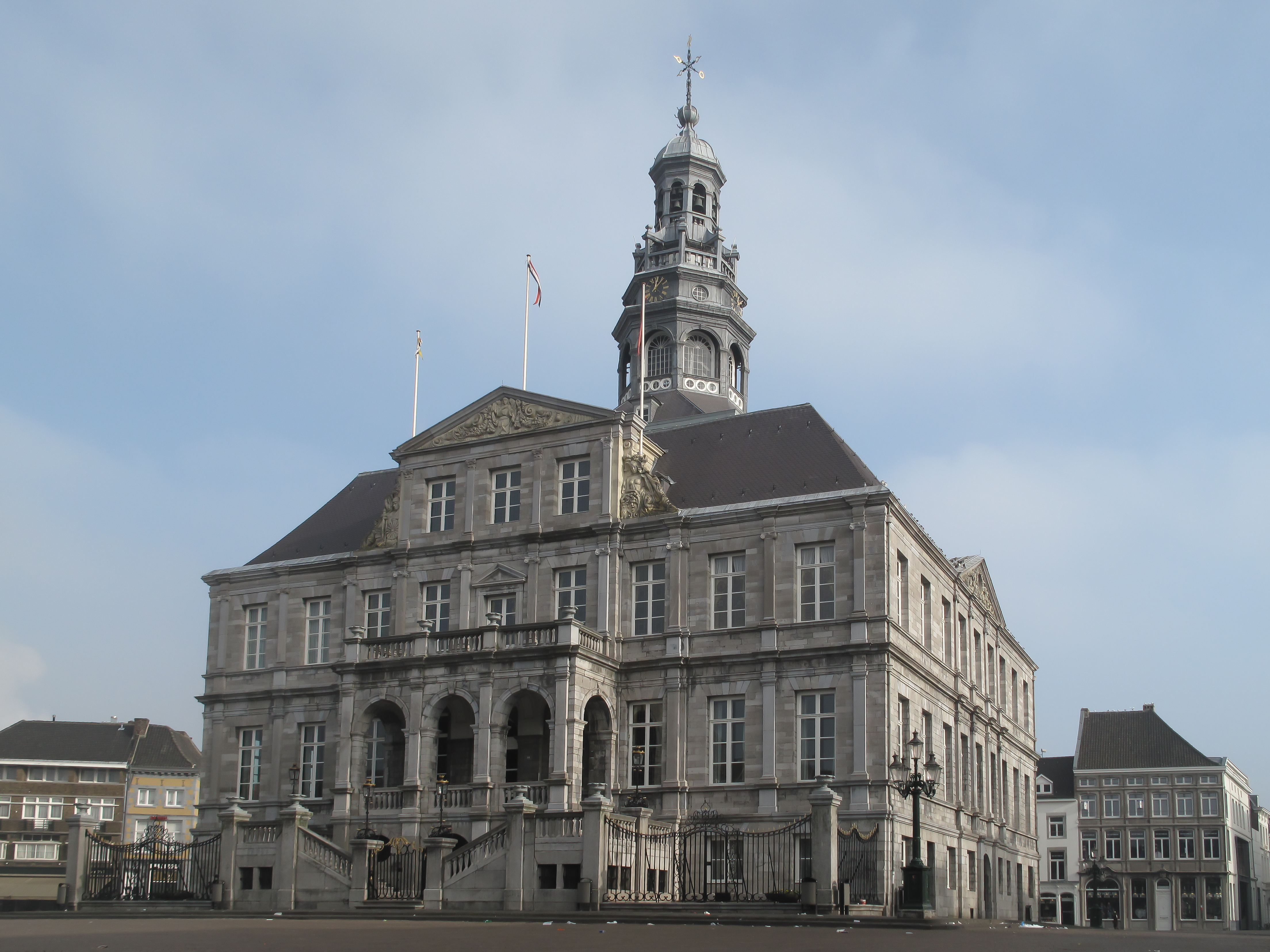
A városháza
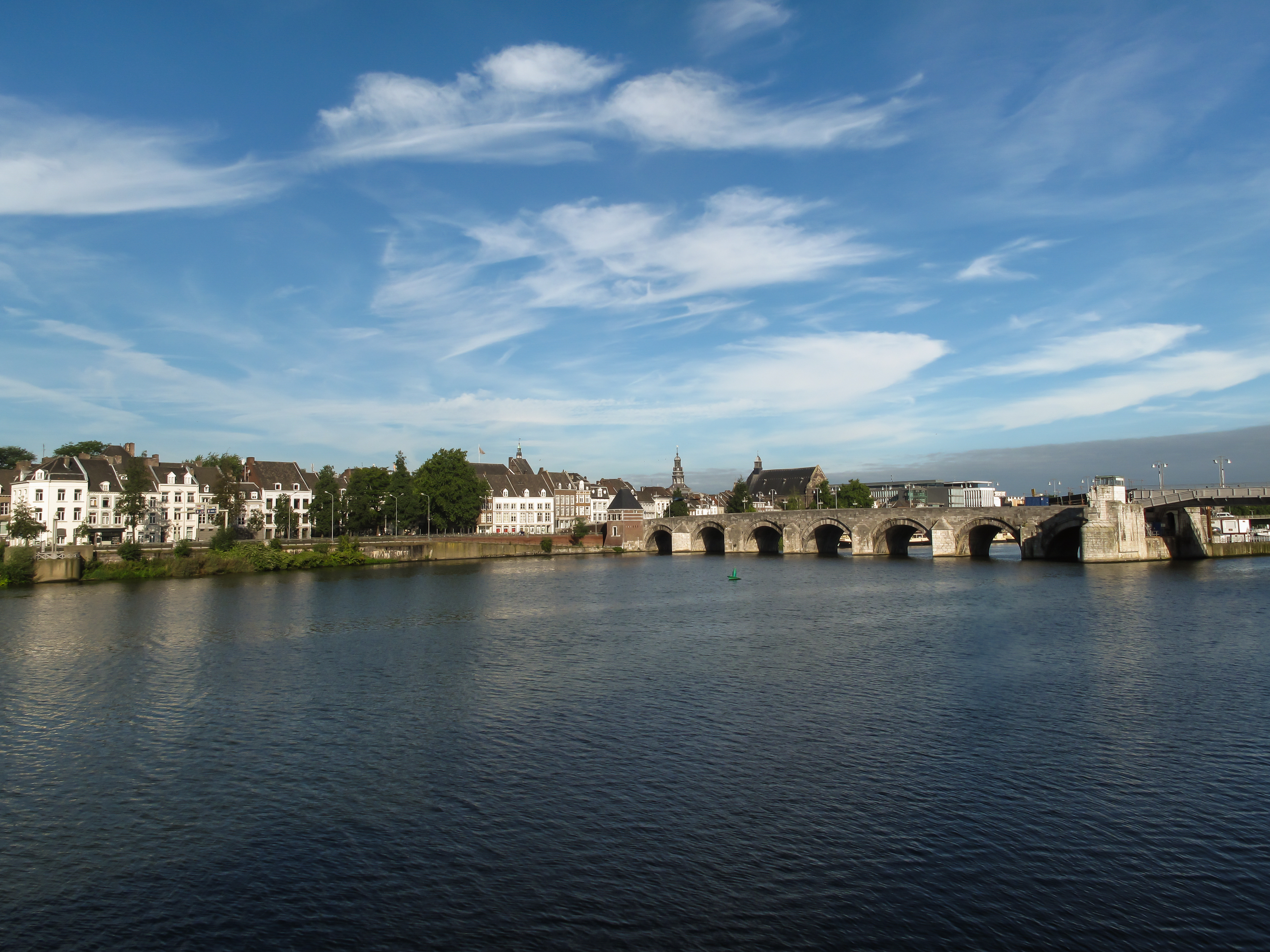
A Szent Szerváciusz híd
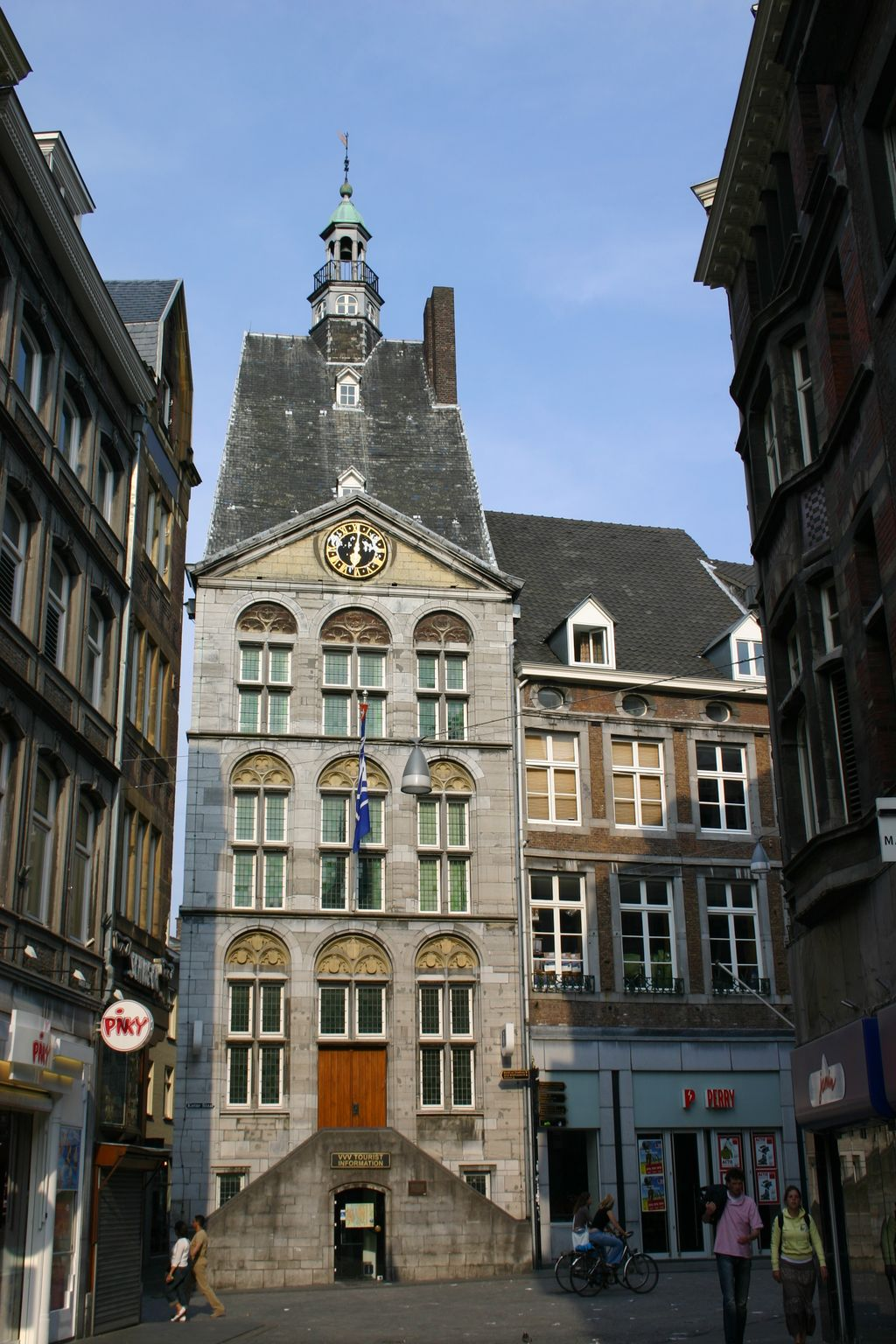
Dinghuis. Korábban bíróság, majd színház volt, jelenleg turisztikai hivatal
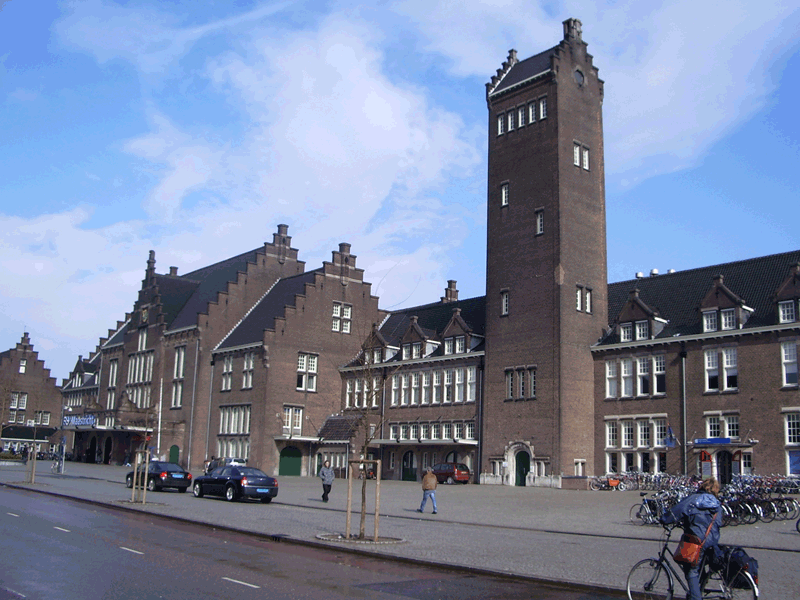
Vasútállomás
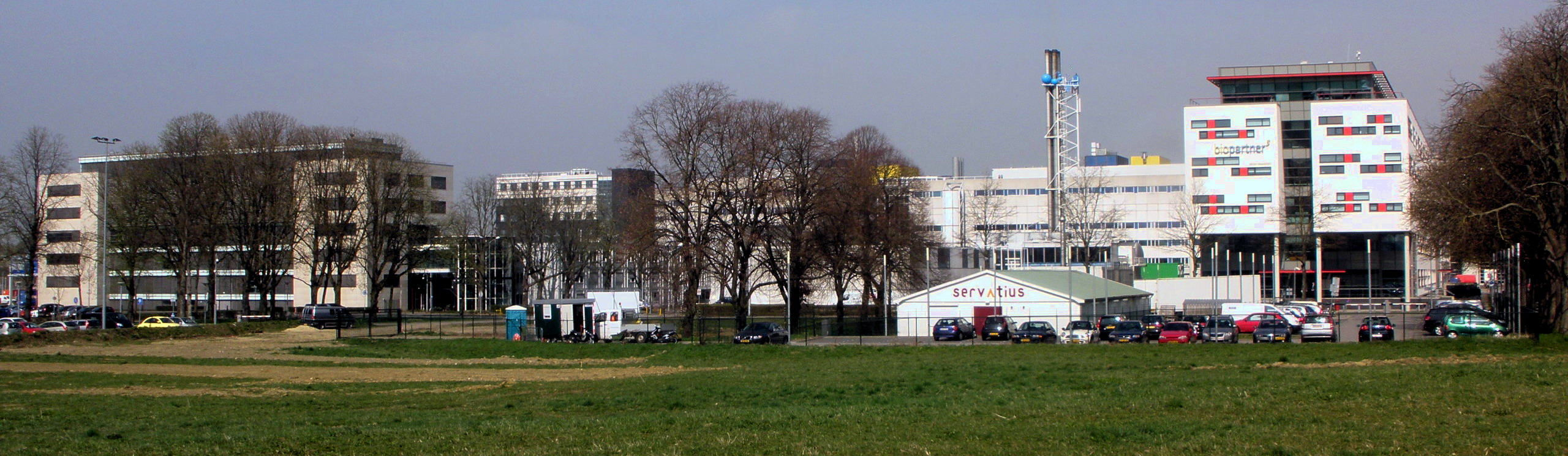
A Maastrichti Egyetem campusa
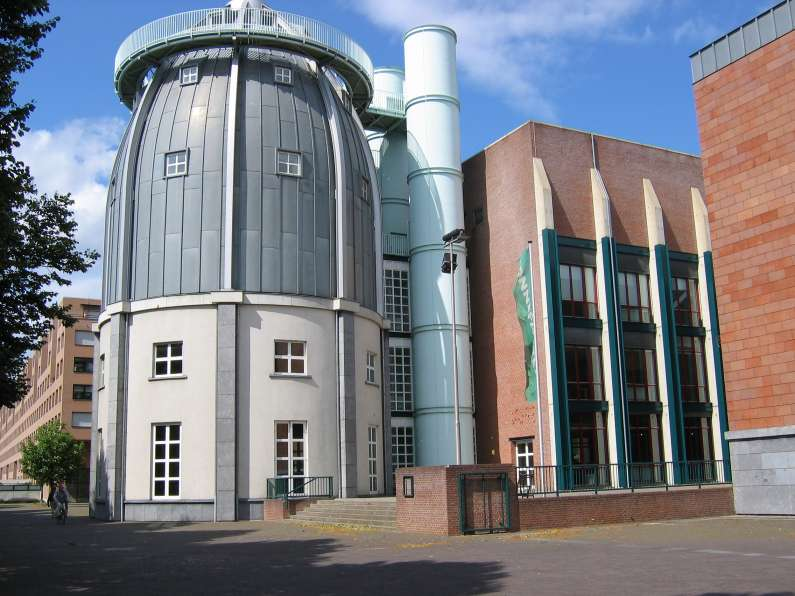
Bonnefanten Múzeum
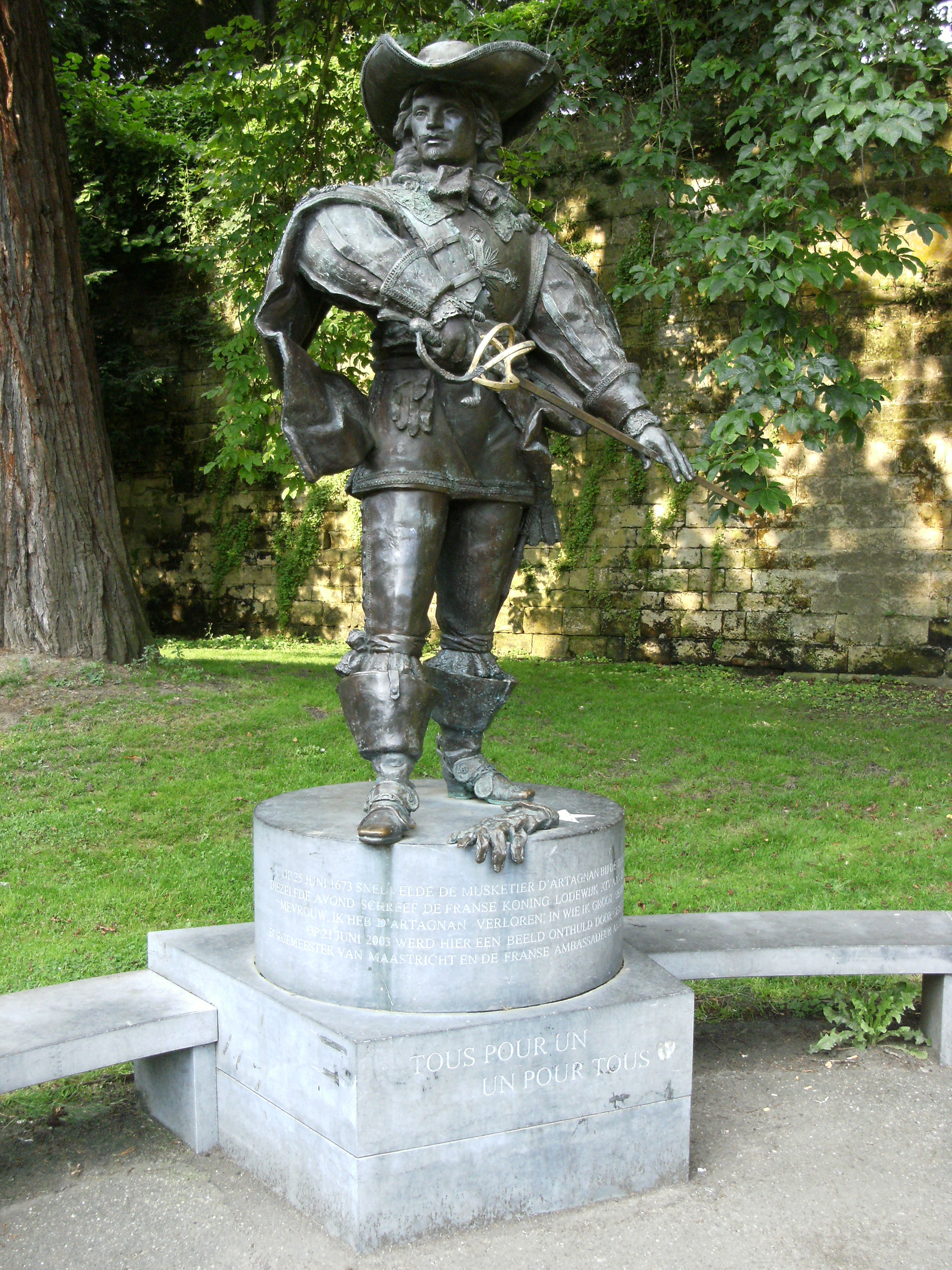
D’Artagnan szobra